# Phyllophaga macgregori
Phyllophaga macgregori är en skalbaggsart som beskrevs av Moron 2004. Phyllophaga macgregori ingår i släktet Phyllophaga och familjen Melolonthidae. Inga underarter finns listade i Catalogue of Life.